# スチュアート・バロウズ
ジェームズ・スチュアート・バロウズ（James Stuart Burrows, 1933年2月7日 - 2025年6月29日）は、ウェールズ出身のテノール歌手。
キルバニズの生まれ。カーマーゼンのトリニティ・カレッジで学び、学校教師の道に進んだが、1954年のウェールズ・ナショナル・アイステズボドの声楽コンクールにテノール歌手として入賞している。1963年にウェールズ・ナショナル・オペラ、1967年にコヴェントガーデン王立歌劇場のそれぞれに初出演してオペラ歌手に転向した。1971年にはメトロポリタン歌劇場、1978年にはミラノ・スカラ座のそれぞれに初登場している。
1981年にはカーディフのウェールズ大学から名誉博士号を贈られる。2007年にはOBEを受勲。
2025年6月29日の朝、病気のため死去。92歳没。